# Массальское
Масса́льское — деревня в Ржевском районе Тверской области. Относится к сельскому поселению «Успенское», до 2006 года входила в состав Ореховского сельского округа.
Находится на левом берегу Волги в 30 километрах (по прямой) к востоку от города Ржева. Ближайшие мосты через Волгу — в Зубцове (20 км) и Старице (24 км). Севернее деревни в Волгу впадает река Иружа.
За Волгой — Зубцовский район, за Иружей — Старицкий район.
Население по переписи 2002 года — 18 человек, 8 мужчин, 10 женщин.

## История
Усадьба Масальское упоминается в конце XVIII века. В середине XIX века «сельцо Масальское при ней пустоши Щербинкино, Кошкино… деревни Максаково, Столыпино» принадлежали Анне Яковлевне Пащенко и её мужу штабс-капитану артиллерии Николаю Львовичу. В 1 км к северу от усадьбы (за рекой Иружей) находилось село (погост) Иружа с Троицкой церковью, в приходе которой были все окрестные деревни Иружской волости Зубцовского уезда.
После Октябрьской революции 1917 года на месте усадьбы организован совхоз, в 1930-е годы он назывался «Пятилетка» («2-я Пятилетка»). Населённый пункт, возникший на месте усадьбы, также назывался совхоз Пятилетка.
Во время Великой Отечественной войны оккупирована в середине октября 1941 года, освобождена в первых числах января 1942 года. До марта 1943 оставалась прифронтовой, бои Ржевской битвы в течение 1942 года проходили в 5-20 км к юго-западу. В деревне братская могила воинов Красной Армии.
После войны центром совхоза «2-я Пятилетка» стала деревня Орехово, бывшее сельцо стало называться деревня Массальское.
В 1997 году — 15 хозяйств, 28 жителей. Несколько домов принадлежат наследникам и дачникам.

## Достопримечательности
- Усадьба Старое Масальское. Главный дом усадьбы сильно разрушен, сохранились аллеи парка и остатки лестницы к Волге. В 2007 году утвержден проект и границы зоны охраны объекта культурного наследия «Усадебный комплекс, 1-я пол. — кон. XIX в.».
- При строительстве самого здания усадьбы была использована уникальная система печного отопления. Двухэтажное здание отапливалось небольшим количеством печей, расположенных на первом этаже, дымоходы которых проходили внутри стен и обогревали всё здание. В советское время в «барском доме» проживали долгое время работники совхоза 2-й Пятилетки в маленьких комнатках-клетушках, на которые были разгорожены помещения дома. В 80-х годах для них были построены одноэтажные дома из бруса на 2 семьи с разными входами, где они или их потомки поныне проживают.
- До революции в деревне Масальское было организовано производство кирпича с клеймами ПАП. Кирпичи эти меньшего размера по сравнению с современными, но неплохо сохранились как в различных печных кладках в домах жителей близлежащих сёл, так и в земле у сельских построек. Кирпичи обжигались в дровяных печах. Глину для кирпичей брали невдалеке от деревни, к северу от усадьбы. До настоящего времени сохранились длинные прямые канавы шириной в несколько метров, начинающиеся сразу за огородами селян. По составу местная красная глина пригодна для изготовления кирпича практически без добавления других компонентов — песка или глины. В некоторых старых домах из этой глины русские печи выполнены методом набивки, то есть без кирпича, а путём вбивания молотком небольших порций глины к предыдущим. По рассказам местных жителей, целые баржи кирпича отправлялись вниз по Волге для строительства в Твери и даже Москве.